# 劉休賓
劉 休賓（りゅう きゅうひん、生年不詳 - 472年）は、中国の南北朝時代の人物。字は処幹。本貫は平原郡平原県。兄弟は劉乗民・劉延和ら。従兄弟は劉懐珍・劉孝標。前漢の膠東康王劉寄（景帝の子）の末裔にあたる。

## 経歴
南朝宋の北海郡太守の劉奉伯（南燕・宋の劉昶の子）の子として生まれた。若くして学問を好み、文才があって、兄弟の劉乗民・劉延和らととも名声があった。宋の虎賁中郎将となり、幽州刺史に転じて、梁鄒に駐屯した。泰始3年（467年）、北魏の慕容白曜が升城を陥落させると、休賓のもとに人を送って降伏するよう説得させたが、休賓は従わなかった。宋の龍驤将軍の崔霊延と行勃海郡の房霊建らが梁鄒に入り、休賓は征虜将軍・兗州刺史に推挙された。宋の明帝は休賓を輔国将軍・兗州刺史に任じた。
休賓の妻の崔氏が魯郡にいたが、父の崔邪利や子の劉文曄とともに北魏に入った。慕容白曜は崔氏と劉文曄の身柄を引き受け、休賓に知らせると、北海郡に捕らえられていた劉延和の妻子の身柄を梁鄒に送り届けた。北魏の献文帝は休賓を持節・平南将軍・冀州刺史に任じ、平原公に封じた。休賓は歴城の降伏を許すなら、北魏に帰順すると慕容白曜に返答し、主簿の尹文達を歴城に派遣して情勢を見させた。歴城が陥落して崔道固が北魏に降ると、慕容白曜は梁鄒の城下に崔道固の子の崔景業や劉文曄を立てて、梁鄒の降伏をうながした。泰始4年（468年）、休賓は梁鄒の官民を率いて慕容白曜に降り、北魏に帰順した。
休賓は梁鄒の要人十数人とともに平城に送られ、客となった。平城の西北に平斉郡が立てられると、梁鄒の民はその下に移住させられて、懐寧県に属し、休賓は懐寧県令となった。延興2年（472年）、死去した。

## 子女
- 劉文曄
- 劉文顥（徐州安豊王府騎兵参軍）
- 劉季友（南青州左軍府録事参軍）

## 伝記資料
- 『魏書』巻43 列伝第31
- 『北史』巻39 列伝第27